# Alexis Holmes
Alexis G. Holmes (Hamden, 28 gennaio 2000) è una velocista statunitense.

## Carriera
Nel 2023 ha vinto la medaglia d'oro ai mondiali di Budapest nella staffetta 4×400 metri mista, stabilendo anche il nuovo record del mondo in 3'08"80. Nel 2024 sale sul gradino più alto del podio nella medesima specialità anche alle Olimpiadi di Parigi.

## Record nazionali
- Staffetta 4×400 metri mista: 3'08"80 ( Budapest, 19 agosto 2023) (con Rosey Effiong, Justin Robinson e Matthew Boling)

## Palmarès
| Anno | Manifestazione   | Sede     | Evento        | Risultato | Prestazione | Note                          |
| ---- | ---------------- | -------- | ------------- | --------- | ----------- | ----------------------------- |
| 2019 | Panamericani U20 | San José | 400 m piani   | Argento   | 52"59       |                               |
| 2019 | Panamericani U20 | San José | 4×400 m       | Oro       | 3'24"04     | Miglior prestazione personale |
| 2023 | Mondiali         | Budapest | 4×400 m       | Batteria  | dq          |                               |
| 2023 | Mondiali         | Budapest | 4×400 m mista | Oro       | 3'08"80     | Record mondiale               |
| 2024 | Mondiali indoor  | Glasgow  | 400 m piani   | Bronzo    | 50"24       | Miglior prestazione personale |
| 2024 | Mondiali indoor  | Glasgow  | 4×400 m       | Argento   | 3'25"34     |                               |
| 2024 | World Relays     | Nassau   | 4x400 m       | Oro       | 3'21"70     |                               |
| 2024 | Giochi olimpici  | Parigi   | 400 m piani   | 6ª        | 49"28       | Miglior prestazione personale |
| 2024 | Giochi olimpici  | Parigi   | 4x400 m       | Oro       | 3'15"27     | Record nord-centroamericano   |
| 2025 | Mondiali indoor  | Nanchino | 400 m piani   | Argento   | 50"63       |                               |
| 2025 | Mondiali indoor  | Nanchino | 4x400 m       | Oro       | 3'27"45     |                               |